# Nathalie Kosciusko-Morizet
Pour les articles homonymes, voir NKM.
Pour les autres membres de la famille, voir Famille Kosciusko-Morizet.
Nathalie Kosciusko-Morizet (par prononciation orthographique [natali kosjysko moʁizɛ], originellement [kɔɕˈt͡ɕuʂkɔ]), souvent désignée par ses initiales NKM, née le 14 mai 1973 dans le 15e arrondissement de Paris, est une femme politique française.
Elle est députée de la quatrième circonscription de l'Essonne entre 2002 et 2017 et maire de Longjumeau de 2008 à 2013.
Au gouvernement, elle exerce les fonctions de secrétaire d’État chargée de l’Écologie, puis de la Prospective et du Développement de l’économie numérique et enfin de ministre de l’Écologie, du Développement durable, des Transports et du Logement. Elle est secrétaire générale adjointe de l'UMP et porte-parole de Nicolas Sarkozy lors de l’élection présidentielle de 2012.
Candidate de la droite à la mairie de Paris pour les élections municipales de 2014, battue par Anne Hidalgo, elle est ensuite chef de l'opposition au Conseil de Paris jusqu'en 2017. Elle se présente à la primaire de la droite et du centre de 2016, de laquelle elle sort quatrième avec 2,56 % des voix, puis échoue à se faire élire députée dans la deuxième circonscription de Paris lors des élections législatives de 2017. Elle démissionne de son mandat de conseillère de Paris en 2018 et se retire de la vie politique pour rejoindre le secteur privé.

## Biographie

### Origines et famille
Nathalie Kosciusko-Morizet est née le 14 mai 1973 dans le 15e arrondissement de Paris, de François Kosciusko-Morizet (1940-2015), ingénieur des ponts et chaussées, homme politique et maire de Sèvres, et de Bénédicte Treuille (1945), professeure de physique à l'IUT d'Orsay,. Elle est la sœur de Pierre Kosciusko-Morizet (1977), entrepreneur Internet et cofondateur et président-directeur général du site de commerce en ligne PriceMinister ; elle est aussi la nièce de Jacques-Antoine Kosciusko-Morizet (1943), entrepreneur et directeur au Crédit lyonnais ; elle est également la petite-fille de Jacques Kosciusko-Morizet (1913-1994), résistant, professeur d'université, diplomate (ambassadeur de France aux États-Unis de 1972 à 1977) et homme politique (maire de Saint-Nom-la-Bretèche de 1977 à 1994) ; elle est enfin l'arrière-petite-fille d'André Morizet (1876-1942), homme politique (un des membres fondateurs du Parti communiste français), sénateur (de la Seine de 1927 à 1942), conseiller général (de ce même département) et maire (de Boulogne-Billancourt de 1919 à 1922 et de 1923 à 1942).
Sa famille paternelle a des origines juives polonaises dont l'ancêtre, Abraham Salomon Kościuszko (1821-1917), est arrivé en France sous Louis-Philippe,,,. Sa famille maternelle est issue des comtes Treuille, de noblesse pontificale,, industriels de Châtellerault, ce qui fait d'elle une cousine de Geoffroy Roux de Bézieux, ancien président du MEDEF,.
Le 19 juillet 2003, Nathalie Kosciusko-Morizet épouse Jean-Pierre Philippe (1955), consultant en stratégie et communication. De ce mariage sont nés deux garçons : Paul-Élie en 2005, et Louis-Abel en 2008. Le couple divorce en mars 2016. Depuis juillet 2016, elle partage la vie de Ramon de Oliveira Cezar, un homme d'affaires franco-argentin.
Nathalie Kosciusko-Morizet est catholique,.

### Études et formation
Nathalie Kosciusko-Morizet effectue sa scolarité au lycée de Sèvres, au centre Madeleine-Daniélou de Rueil-Malmaison, lycée privé catholique où elle obtient un baccalauréat scientifique et au lycée Louis-le-Grand à Paris où elle effectue deux années de classes préparatoires scientifiques. Surnommée « Nakomo » durant sa préparation à l’École polytechnique, elle est couramment appelée « NKM ». Elle est diplômée de l’École polytechnique (X1992), puis devient membre du Corps des ingénieurs du génie rural et des eaux et forêts au sein d'AgroParisTech et, après l'obtention d'une maîtrise en administration des affaires (MBA), est rattachée au Collège des ingénieurs en 1997.
Dans le cadre de sa formation à Polytechnique, Nathalie Kosciusko-Morizet effectue son service militaire dans la Marine nationale comme officier chef de quart à bord d'un bâtiment basé à Djibouti et un stage ouvrier dans l’aide humanitaire au Cambodge.

### Carrière professionnelle
En 1997, elle intègre le ministère de l'Économie, des Finances et de l'Industrie comme agent contractuel à la direction de la prévision, puis devient en 1999 conseillère commerciale responsable de la cellule Environnement à la sous-direction de la politique commerciale et de l’OMC au secrétariat d’État au Commerce extérieur. Chargée ensuite de mission auprès du directeur de la stratégie d’Alstom, elle devient membre de la Fondation Concorde et participe à un groupe de travail de réflexion chargé de préparer le programme de Jacques Chirac pour l'élection présidentielle de 2002. En 2002, elle prend la fonction de conseillère technique en Écologie et Développement durable auprès du Premier ministre Jean-Pierre Raffarin, après avoir été brièvement directrice de cabinet de Tokia Saïfi, secrétaire d'État chargée du Développement durable et directrice adjointe de cabinet de Roselyne Bachelot, ministre de l'Écologie. Elle signe à cette époque des articles sur la fiscalité verte dans Les Échos et Les Cahiers des amis de Jacques Chirac sous le pseudonyme de « Nathalie Dumartray », étant tenue au devoir de réserve en vertu de son statut de haut fonctionnaire.
Elle démissionne de la fonction publique en mars 2015 pour « ne pas avoir de filets de sécurité en cas d'échec en politique ».
En février 2018, elle annonce quitter la vie politique nationale et intègre Capgemini à New York.
En mai 2021, elle devient "associée senior" dans le fonds d'investissement Antin Infrastructure Partners.

## Parcours politique

### Députée de l'Essonne
Lors des élections législatives de 2002, elle est suppléante de Pierre-André Wiltzer, député sortant dans la quatrième circonscription de l'Essonne, après avoir envisagé de se présenter dans les Hauts-de-Seine. Wiltzer, qui est réélu avec 55,97 % des suffrages au second tour, est nommé ministre délégué à la Coopération et à la Francophonie dans le deuxième gouvernement Jean-Pierre Raffarin, ce qui permet à Nathalie Kosciusko-Morizet de devenir députée,. Seconde benjamine de l'Assemblée nationale après Édouard Courtial (29 ans), elle siège sur les bancs du groupe parlementaire UMP et est membre de la commission des lois, du groupe d’amitié France-Pologne, présidente du groupe d’études santé et environnement, vice-présidente des groupes d’études sur les pollutions industrielles historiques et les nuisances aéroportuaires. Considérée comme une spécialiste des questions environnementales, elle occupe le poste de rapporteur parlementaire sur la Charte de l'environnement et de la mission d’information sur l’effet de serre,,,. Elle est l’auteur de propositions de lois portant réforme du Conseil économique, social et environnemental, relatives à la pollution lumineuse, aux frais bancaires.
Alors que plusieurs candidats sont pressentis, elle soutient tôt l'union autour de Nicolas Sarkozy dans la perspective de l'élection présidentielle de 2007.
Désignée candidate de l’Union pour un mouvement populaire dans la quatrième circonscription de l'Essonne pour les élections législatives de 2007, elle remporte le scrutin avec 56,09 % des suffrages au second tour. Pierre-André Wiltzer est pour sa part nommé à l'Agence française de développement (AFD) afin d'être dissuadé de se représenter.
En 2002, elle achète pour 891 800 euros une maison avec tennis et piscine à Longpont-sur-Orge pour en faire sa permanence parlementaire. Elle bénéficie en partie d'un prêt bonifié de l'Assemblée nationale, à un taux de 2%, contre 3,6 % pour le second prêt souscrit auprès d'une banque. Ces avantages ont par la suite été supprimés par l'Assemblée nationale. Nathalie Kosciusko-Morizet revend sa demeure en 2013 pour 1 210 000 euros.

### Mandats locaux
En 2004, elle devient présidente de l’association « Consodurable ». À l’issue des élections régionales de 2004, elle est élue au conseil régional d'Île-de-France en seconde position sur la liste UMP, conduite par Pierre Lasbordes en Essonne et Jean-François Copé en Île-de-France avec 37,78% des suffrages dans le département. Elle organise notamment en 2009 une manifestation d’une association d’élus des communes situées à proximité de la ligne C du RER, avec leurs écharpes d’élus, devant le siège du syndicat des transports d'Île-de-France, pour protester contre le projet de passage des trains en mode omnibus en petite couronne, qui aurait fortement allongé les temps de parcours pour les voyageurs de grande couronne, et obtient un moratoire sur ce projet. Elle est cependant remarquée par les médias pour son absentéisme en 2005 et en 2009, années de ses grossesses.
En 2005, elle participe au programme Young leaders de la French-American Foundation,. En 2006, elle intègre la French-American Foundation,.
En 2010, elle est désignée tête de liste en Essonne en vue des élections régionales en Île-de-France sur la liste de l’UMP, menée dans la région par Valérie Pécresse, obtenant 41,36 % dans le département. Elle est réélue conseillère régionale le 21 mars 2010. Le 15 novembre 2010, elle démissionne pour se consacrer à ses fonctions gouvernementales et à son mandat de maire.
Avec l’aval de Nicolas Sarkozy et de François Fillon pour cumuler mandat local et fonction gouvernementale, elle décide, fin 2007, de mener une liste dans la commune de Longjumeau (Essonne) en vue des élections municipales de 2008,. Mettant en avant son action gouvernementale et ses idées écologistes, sa liste l’emporte au second tour avec 47,27 % des suffrages et seulement 39 voix d’avance, dans une situation de scission de la gauche locale donnant lieu à un recours en annulation, rejeté un an plus tard. Nathalie Kosciusko-Morizet est élue maire de Longjumeau le 22 mars 2008,. La commune étant membre de la communauté d'agglomération Europ'Essonne, elle est cinquième vice-présidente chargée de la communication, du sport et de la culture.
Après avoir annoncé sa candidature pour l'élection municipale à Paris, elle démissionne de son mandat de maire de Longjumeau le 25 février 2013.
À son bilan municipal, elle a porté la réhabilitation des quartiers sud de Longjumeau, la création d'un espace vert et d'un verger pédagogique, l'installation d'un seuil de 20% de produits bio dans les cantines scolaires, le développement de la vidéosurveillance, le départ de la dernière étape du tour de France 2010 dans la ville ou encore l'interdiction de l'emploi de produits phytosanitaires dans les espaces verts. Sa notoriété nationale lui permet également d'obtenir plusieurs aides, notamment par le mécénat, afin de financer des infrastructures. Ses adversaires socialistes lui reprochent toutefois son insuffisance vis-à-vis du commerce local et une dette de 17 millions d'euros étalée sur 17 ans pour le contrat public-privé, relatif à l'éclairage de la ville. Elle installe également 23 caméras de vidéosurveillance et développe la police municipale.

### Secrétaire d'État puis ministre

#### Secrétaire d'État chargée de l'Écologie

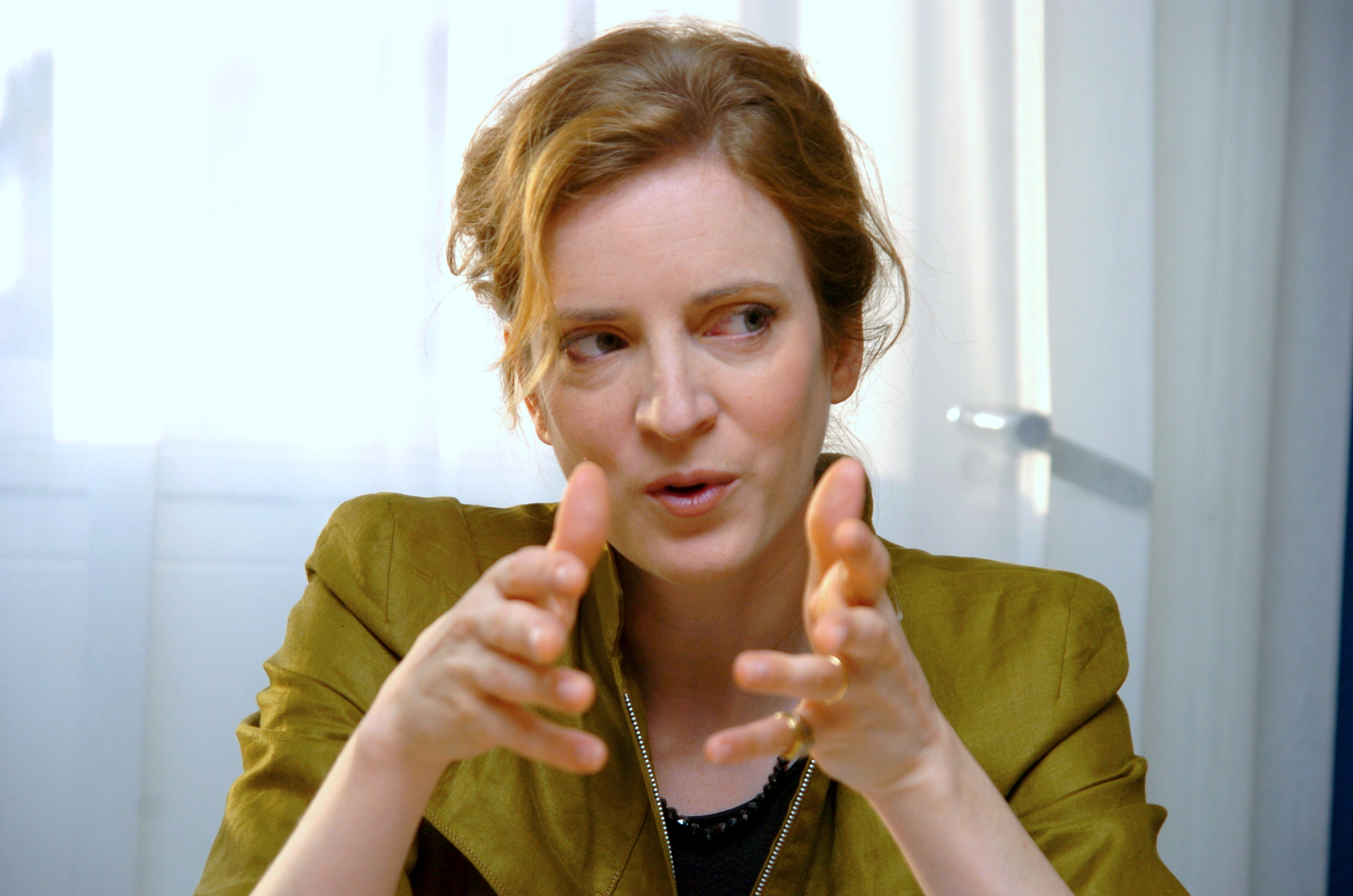
Nathalie Kosciusko-Morizet, secrétaire d’État à l’Écologie, le 12 septembre 2007 au ministère de l'Ecologie à Paris.

Elle est nommée secrétaire d’État chargée de l’Écologie dans le second gouvernement de François Fillon auprès du ministre d’État, ministre de l’Écologie, du Développement et de l’Aménagement durables, Jean-Louis Borloo, le 19 juin 2007. Elle laisse alors son siège de députée à son suppléant Guy Malherbe, maire d’Épinay-sur-Orge. Au titre de ses fonctions ministérielles, elle est invitée à débattre, avec Alain Lipietz, sur le thème « L’écologie politique est-elle morte ? » lors du Forum Libération de Grenoble, en septembre 2008,.
Le 9 avril 2008, toujours secrétaire d’État à l’Écologie et nouvelle secrétaire générale adjointe de l’UMP, elle laisse voter à l’Assemblée nationale un amendement déposé par le député communiste André Chassaigne (formulé précédemment de manière identique par le député UMP Louis Giscard d'Estaing) destiné à limiter la culture des organismes génétiquement modifiés,. Après avoir dénoncé « une armée de lâches » dans une interview au journal Le Monde le 10 avril, ayant rompu les règles de solidarité au sein du gouvernement, elle est sommée par le Premier ministre, François Fillon, de présenter des excuses publiques. Cette affaire a été notée par la presse soit comme un acte de courage (par Gérard Carreyrou ou encore par Isabelle Alonso), soit comme un premier accroc dans une carrière politique annoncée comme prometteuse. Un sondage réalisé les 10 et 11 avril 2008 par l’Ifop indique que 78% des sondés approuvent sa prise de position.

#### Secrétaire d'État chargée de la Prospective et du Développement de l'Économie numérique

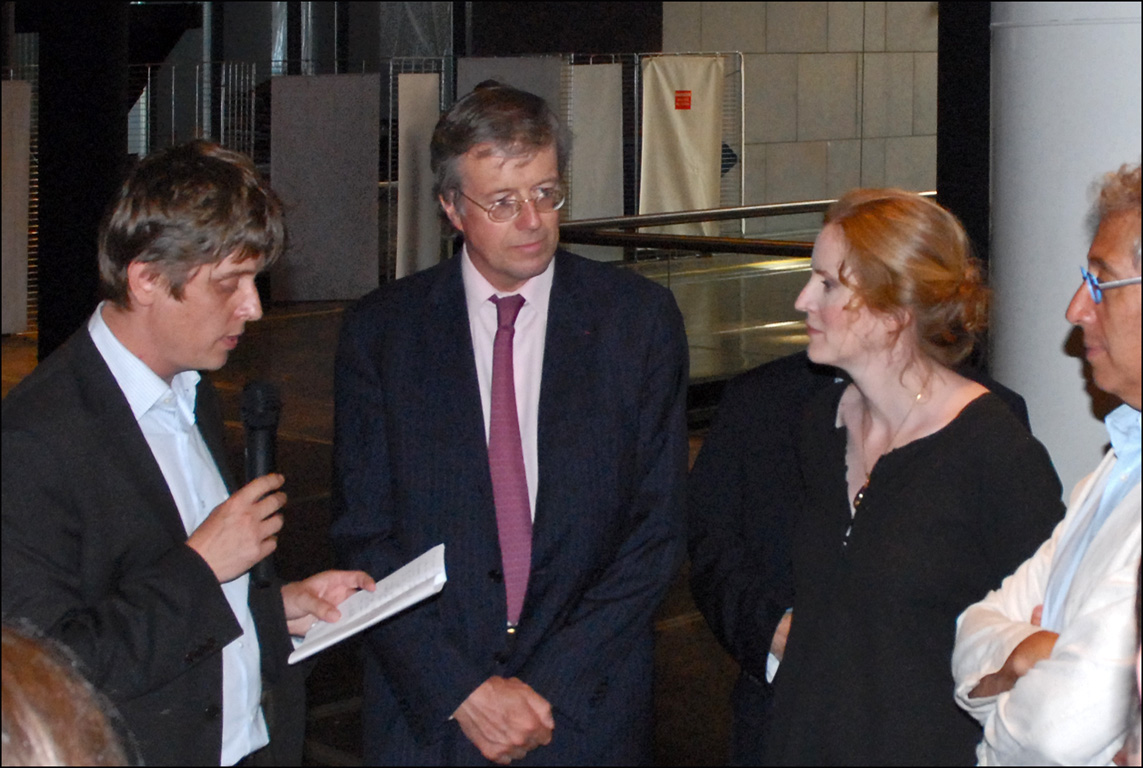
Nathalie Kosciusko-Morizet alors secrétaire d'État en 2009.

Dans le cadre du remaniement faisant suite au départ de Xavier Bertrand pour la tête de l’UMP, le 15 janvier 2009, Nathalie Kosciusko-Morizet devient secrétaire d’État chargée de la Prospective et du Développement de l’Économie numérique auprès du Premier ministre, François Fillon,. Elle est notamment chargée de la conduite de la transition de la télévision analogique terrestre à la télévision numérique terrestre. Sur le volet prospectif de son portefeuille, elle décide de ramener la réflexion à un horizon plus proche, en l’appuyant sur des faits de société, d’ailleurs souvent liés au numérique, comme le droit à l’oubli ou le lien entre numérique et écologie à travers les technologies vertes. Elle obtient des arbitrages favorables au numérique sur le plan de relance économique (50 millions d’euros), puis sur le grand emprunt de 2010 (4,5 milliards d’euros). Elle est la première des ministres français à s’impliquer directement dans le débat sur la gouvernance de l’internet, en lui donnant une orientation très spécifique, à travers la défense à l’international du droit à l’oubli. Le lancement d’une série d’ateliers de formation à destination des élus pour les rapprocher des internautes, les « ateliers de l’élu 2.0 », est plutôt bien accueilli. En revanche, les consultations, puis le rapport public qu’elle remet au Parlement sur la neutralité du net déclenchent de vifs débats avec certains acteurs du numérique, alors que la loi LOPPSI 2 est parallèlement discutée au parlement. La secrétaire d’État popularise d’autres sujets numériques, vus jusqu’ici comme ardus pour le grand public, tels que le serious game, l’internet mobile ou le cloud computing, qui se voient financés dans le cadre du plan de relance puis des investissements d’avenir. Enfin, elle lance en 2010 le projet Idénum conçu par son cabinet pour sécuriser l'usage du web et permettre le développement d'usages à forte valeur ajoutée .
Une de ses dernières interventions en tant que secrétaire d’État chargée de la Prospective et du Développement de l’Économie numérique, en marge du Forum d'Avignon - Culture, économie, média, le 8 novembre 2010, aborde sous forme de bilan tous les thèmes de son action. Elle décide alors de rééquilibrer l’action du gouvernement en développant le soutien aux usages et aux contenus, en plus de l’accès à Internet et du développement des infrastructures. Elle est chargée de mettre en œuvre le plan France numérique 2012 adopté par le gouvernement quelques semaines avant sa prise de fonction. Théorisant la nécessité d'une pratique personnelle du numérique pour le comprendre, elle devient rapidement la femme politique française la plus suivie sur le réseau social Twitter avec, au 1er mars 2011, 64 000 followers ; un succès en partie expliqué parce qu'elle a bénéficié pendant plusieurs mois, à son insu a-t-elle prétendu, d'une recommandation automatique à tout nouvel inscrit sur la plate-forme. Son intérêt pour les usages et le développement des contenus ne la pousse pas pour autant à prendre position sur la loi HADOPI, ce qui lui est reproché par de nombreux acteurs du numérique, même si ses prises de position sur « l’après-Hadopi » semblent plus proches des acteurs du numérique que celles défendues par le ministère de la Culture.

#### Ministre de l'Écologie, du Développement durable, des Transports et du Logement

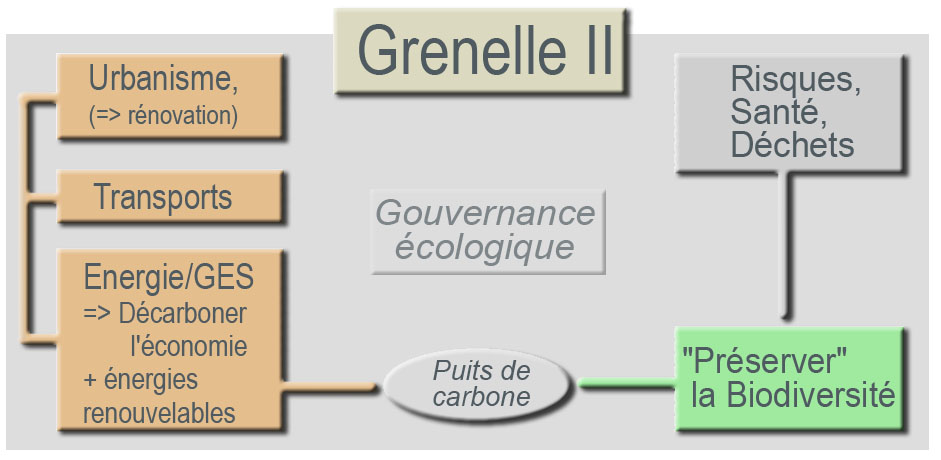
Les rectangles de ce schéma représentent les 6 grands chantiers de la loi Grenelle II.

Lors de la formation du troisième gouvernement de François Fillon, en novembre 2010, elle est nommée ministre de l’Écologie, du Développement durable, des Transports et du Logement et succède donc à Jean-Louis Borloo. Dès cette nomination, elle démissionne de son mandat au conseil régional d’Île-de-France, ne conservant que son mandat de maire de Longjumeau. En tant que ministre, elle est membre du Conseil national des politiques de lutte contre la pauvreté et l'exclusion sociale. Son exercice est notamment marqué par la confirmation de l’appel d’offres sur l’éolien en mer, la confirmation de la passation du marché de la collecte de la taxe poids lourds, le développement du parc solaire français, l’approfondissement de la sûreté des centrales nucléaires françaises (à la suite de la catastrophe de Fukushima), l’interdiction de la fracturation hydraulique dans les recherches de gaz de schiste, les assises du ferroviaire ou encore la modernisation du transport fluvial. Lorsqu’elle quitte ce ministère, 90% des décrets de la loi dite «Grenelle II» ont été publiés[réf. nécessaire].

### Porte-parole de Nicolas Sarkozy lors de l'élection présidentielle de 2012

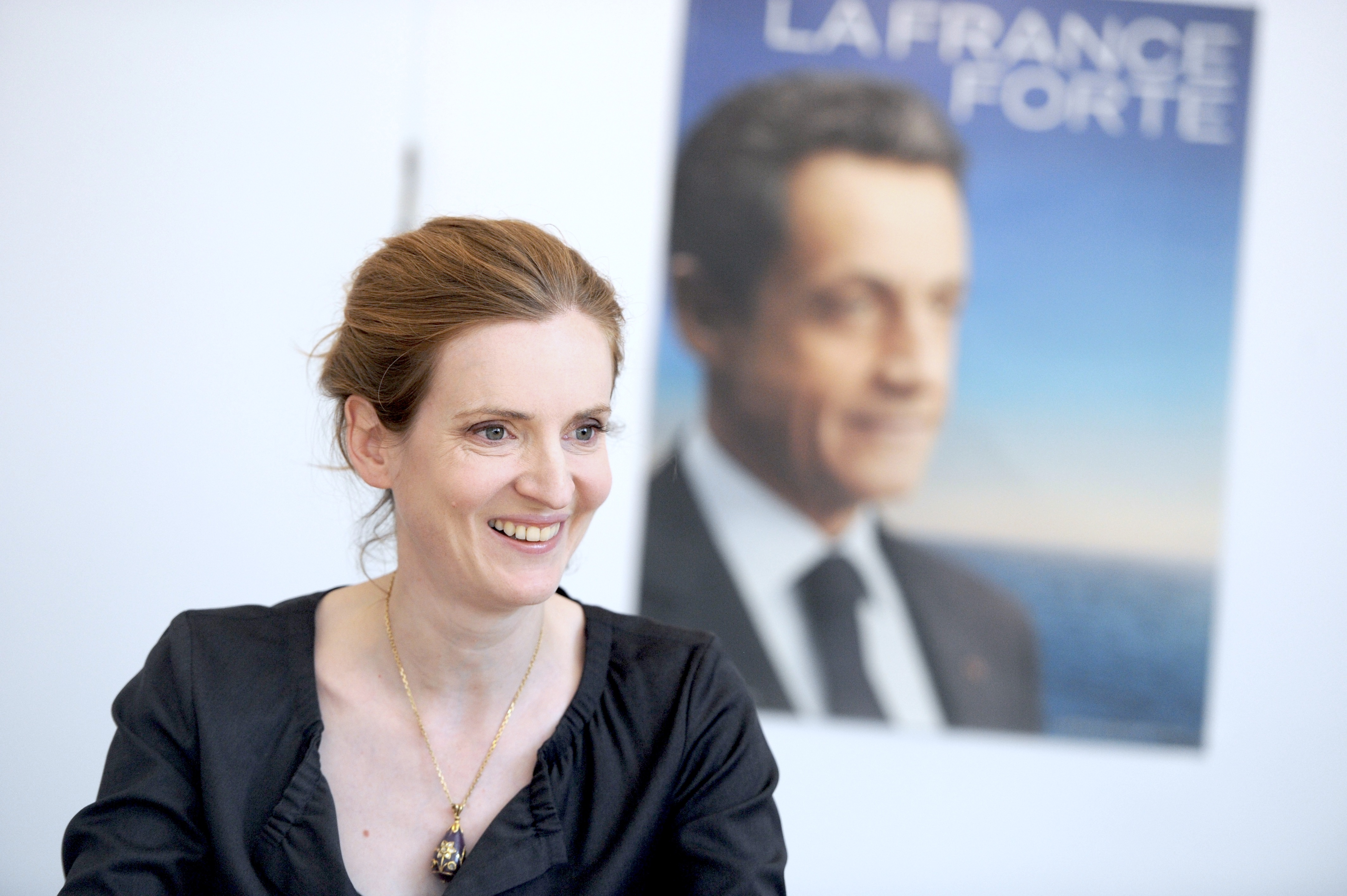
Nathalie Kosciusko-Morizet, porte-parole de Nicolas Sarkozy pour l'élection présidentielle 2012, le 19 mars au siège de campagne.

En 2012, Nicolas Sarkozy la choisit comme porte-parole de sa campagne présidentielle. Elle démissionne de ses fonctions ministérielles quelques jours plus tard, le 22 février 2012, et retrouve automatiquement son siège de députée le 23 mars 2012. Si Nicolas Sarkozy la nomme, afin d'attirer à lui l'électorat centriste (« bobo » «de gauche» selon les mots de Nicolas Sarkozy), certains cadres de l'UMP lui reprochent au contraire son image et ses positionnements pas assez droitiers et l'accusent, tel Bruno Le Maire, de faire perdre des voix à son camp.
À la suite de la défaite de Nicolas Sarkozy en 2012, elle s'en prend au conseiller de ce dernier, Patrick Buisson, en déclarant que son objectif « n'était pas de faire gagner Nicolas Sarkozy, mais de faire gagner Charles Maurras ». Candidate dans la quatrième circonscription de l’Essonne pour les élections législatives de juin, elle est réélue avec 51,48% des suffrages au second tour, malgré l’appel à la faire battre lancé par la présidente du Front national, Marine Le Pen. Elle siège dans le groupe UMP et est membre de la commission des lois, vice-présidente du groupe d’amitié France-États-Unis et membre du groupe d’amitié France-Russie.
En mars 2015, elle est condamnée pour diffamation par le tribunal correctionnel de Paris à 1 000 € d'amende avec sursis et 1 000 € de dommages et intérêts au titre du préjudice moral, pour avoir accusé publiquement Jean-Luc Mélenchon d'accointances antisémites, en juin 2012. Sa condamnation est confirmée par la cour d'appel de Paris en novembre 2015 puis annulée en juin 2017[source insuffisante].

### Candidature à la présidence de l'UMP
En juillet 2012, elle annonce sa candidature à la présidence de l’Union pour un mouvement populaire en vue du congrès du 18 novembre, fait campagne pour la décentralisation de son parti politique durant un tour de France, mais elle ne parvient pas à recueillir les parrainages nécessaires. Après l’avoir annoncé dans le courant de l’été, elle lance le 14 novembre 2012 son propre mouvement politique, La France droite, qu'elle veut fonder sur le principe de la réciprocité sociale.
En juillet 2014, le mouvement compte 3 000 adhérents.
Le microparti était doté d'un mandataire financier personne physique jusque fin 2015. Au 2 janvier 2016, c'est une association qui devient le mandataire financier du parti politique. Une modification structurelle, destinée à faciliter le fonctionnement du parti en période de campagne électorale.
Dans le contexte contestataire d’après congrès, classée parmi les « non-alignés », elle réclame un nouveau vote,. En 2013, après la conclusion d'un accord entre François Fillon et Jean-François Copé, elle devient membre du comité politique et de la commission de révision des statuts de l'UMP.

### Prises de positions sur les questions de société
En 2012, alors porte-parole de Nicolas Sarkozy, elle critique le droit de vote des étrangers, « un truc de socialiste ou de bobo parisien, et ce sont souvent les mêmes ». Après le lancement de la campagne des élections municipales parisiennes, elle est cependant elle-même taxée de « bobo » par Marine Le Pen.
Dans le cadre du débat sur le « mariage pour tous », elle défend l’idée d’une « alliance civile en mairie » donnant aux couples homosexuels les mêmes droits que ceux dont bénéficient les couples hétérosexuels, mais sans la possibilité d’adopter ou de bénéficier de la procréation médicalement assistée (PMA). Après avoir refusé de participer à la « manif pour tous » du 13 janvier 2013, elle s’abstient lors du vote du texte de loi à l’Assemblée nationale, parlant d’une « abstention militante et engagée »,. Elle clarifie ensuite sa position en faveur du mariage homosexuel, de l'adoption et de la PMA mais contre la GPA,.
Le 4 décembre 2013, elle fait partie des onze députés de l’UMP qui votent à l'Assemblée nationale en faveur de la pénalisation des clients des prostituées.
En avril 2016, elle soutient le mouvement Nuit debout dont elle condamnera ensuite la tournure.
En 2016, elle rédige une proposition de loi, pour lutter contre le salafisme.

### Candidature à la mairie de Paris

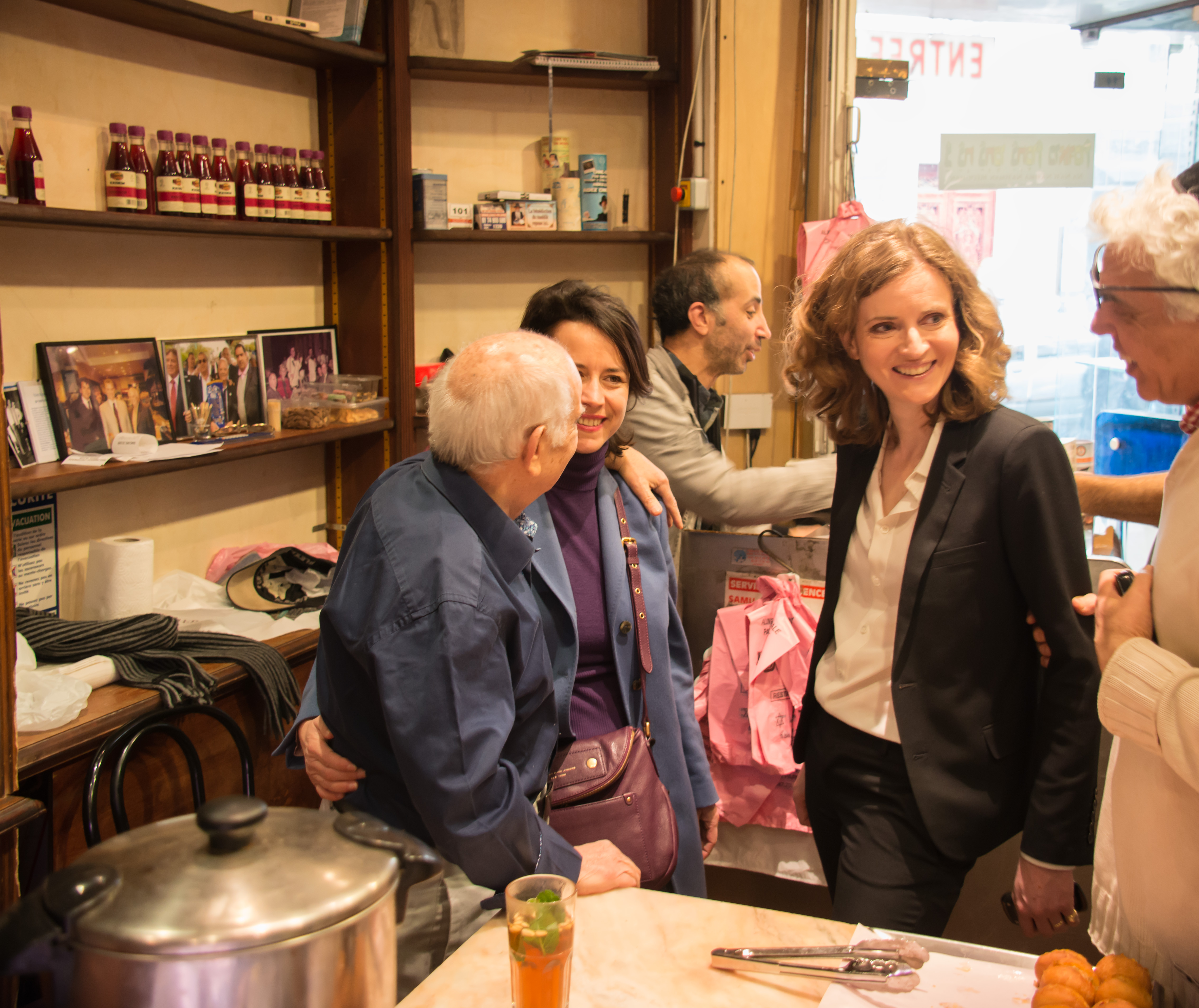
Nathalie Kosciusko-Morizet avec des commerçants parisiens lors de la campagne municipale à Paris, en 2014.

Le 14 février 2013, elle annonce sa candidature à l’élection primaire de l’UMP en vue de l'élection municipale de 2014 à Paris; jusque-là élue dans l'Essonne, elle doit alors faire face à des critiques sur son « parachutage »,.
Après une campagne pendant laquelle elle est critiquée pour son abstention lors du vote sur le mariage homosexuel, notamment par Guillaume Peltier ou l'hebdomadaire d'extrême droite Minute, qui appellent à la faire battre, elle l'emporte le 3 juin 2013, avec 58,35 % des voix, face à Jean-François Legaret, Pierre-Yves Bournazel et Franck Margain. Elle devient ainsi la candidate de l'UMP, notamment face à la socialiste Anne Hidalgo. Elle se présente dans le 14e arrondissement, provoquant la dissidence de Marie-Claire Carrère-Gée, candidate de l'UMP aux élections de 2008 et chef de l'opposition dans l'arrondissement depuis cette date.
Sa campagne est émaillée de bévues, sur les horaires de bus, l'éloge du métro comme « lieu de charme » où l'on peut vivre des « moments de grâce », ou encore la constitution de listes dissidentes de droite dans tous les arrondissements,,. Le 5 décembre 2013, elle signe un accord électoral avec les centristes Marielle de Sarnez (MoDem) et Christian Saint-Étienne (UDI) et devient la candidate de la droite et du centre.
Les listes qu'elle conduit arrivent en tête le 23 mars 2014, permettant de remporter au premier tour quatre arrondissements. Au second tour, le 30 mars 2014, elle parvient à ravir le 9e arrondissement à la gauche, mais A. Hidalgo remporte toutefois, de justesse, une majorité des sièges au conseil de Paris. La droite gagne 7 sièges supplémentaires au Conseil de Paris et progresse en voix par rapport à 2008. Elle devient conseillère de Paris et est élue présidente du groupe UMP au conseil de Paris, le 5 avril 2014 et la chef de l'opposition à la maire Anne Hidalgo, jusqu'en septembre 2017[réf. souhaitée].
Elle met en minorité Anne Hidalgo lors d'un vote sur le projet immobilier de tour Triangle, mais ce projet est finalement adopté par un second vote, le 30 juin 2015 où plusieurs élus LR et UDI votent le projet de la maire.

### Vice-présidente de l'UMP puis des Républicains

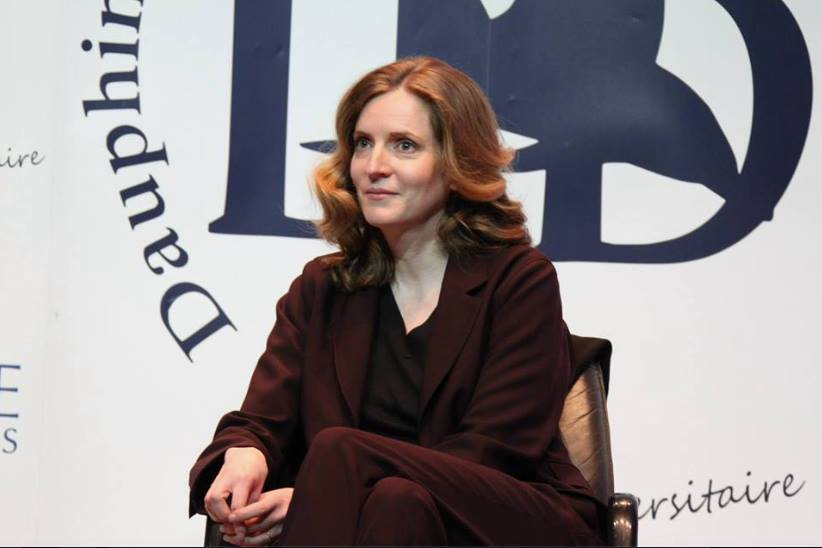
Nathalie Kosciusko-Morizet lors d'un débat en février 2014.

Le 29 novembre 2014, Nicolas Sarkozy est élu président de l'UMP. Le 4 décembre, Nathalie Kosciusko-Morizet devient la numéro 2 du parti, en tant que vice-présidente ; elle est chargée « de la refonte des statuts du mouvement, de la rénovation du parti, des relations avec les autres formations politiques et de la stratégie électorale ». Après avoir dirigé la rédaction des statuts du nouveau mouvement Les Républicains, elle est reconduite à son poste de vice-présidente le 2 juin 2015, demandant toutefois à être déchargée du projet pour la future élection présidentielle, envisageant de se présenter à la primaire.
Le 14 décembre 2015, Nicolas Sarkozy annonce sa décision de nommer une nouvelle direction à la tête du parti en janvier 2016. Cette annonce est analysée comme une décision d'évincer Nathalie Kosciusko-Morizet, en raison de sa prise de position contre la politique électorale du parti pour le second tour des élections régionales de 2015. En opposition aux consignes données par Nicolas Sarkozy, elle avait déclaré : « Pour moi, il y a un adversaire, le PS, et puis il y a un ennemi, le Front national. C'est une erreur de les renvoyer dos à dos ». Elle annonce dans le même temps renoncer à postuler à la présidence de la Métropole du Grand Paris qui doit élire son exécutif en janvier 2016.

### Primaire de la droite et du centre de 2016

Logo de Nathalie Kosciusko-Morizet pour la primaire présidentielle de la droite et du centre en 2016.

Le 8 mars 2016, à l'occasion de la journée internationale des femmes, NKM se déclare candidate à la primaire présidentielle de la droite et du centre, lors du journal de 20 heures de TF1. Son livre programmatique intitulé Nous avons changé de monde paraît le lendemain. NKM annonce le 8 septembre 2016 avoir réuni les parrainages nécessaires pour se présenter à la primaire du parti. Le dépôt de sa candidature est confirmé par la Haute Autorité de la Primaire.

#### Campagne
En octobre 2016, elle annonce son slogan : « Nouvelle société, nouvelle France », un programme autour de 3 axes : « Nouvelles libertés, nouvelles sécurités et nouvelles responsabilités ». Elle propose notamment de favoriser le travail indépendant, de changer de politique familiale en versant aux parents une allocation dès le premier enfant, sans condition de ressources, de baisser les dépenses publiques de 100 milliards d'euros, d'imposer tous les Français dès le premier euro (flat tax) ou de créer une chambre des citoyens virtuelle, qui permette à chaque citoyen de proposer directement une réforme.
Elle se distingue des autres candidats de la primaire en parlant d'écologie et en appelant à un renforcement de l'intégration européenne. Elle critique les angles d'attaque de sa famille politique lors du débat sur la réforme du collège. Elle juge également le débat sur la déchéance de nationalité « inutile », ainsi que celui du droit du sang et considère que le débat de l'été 2016 sur le burkini « ne mène nulle part ».
En septembre 2016, indiquant dans une pétition vouloir interdire le « koufarisme », elle provoque les railleries des médias qui ironisent sur sa méconnaissance de l’islam,, même si une psychologue avance que le terme, bien que d'usage limité, existerait,.

#### Résultats
Le 20 novembre 2016, terminant à la 4e place, obtenant 2,6  % des voix, soit 109 655 voix, elle annonce son soutien à Alain Juppé au second tour.

#### Après le second tour de la primaire
Dans le cadre de la campagne de François Fillon, elle est chargée de la « riposte républicaine », afin notamment de retenir, dans le giron du candidat de la droite, les électeurs tentés de voter Emmanuel Macron.
En mars 2017, à la suite de la publication du livre-enquête Bienvenue place Beauvau, qui lève le voile sur la manière dont François Hollande aurait tenté d'utiliser le ministère de l'Intérieur pour annihiler les chances de la droite à parvenir au second tour de l'élection présidentielle, elle porte, avec d'autres ténors de LR, à la connaissance du Parquet national financier et à celle du procureur de la République, une douzaine de faits délictueux,.

#### Élection présidentielle de 2017
Lors du second tour l’élection présidentielle de 2017, elle appelle à voter en faveur d'Emmanuel Macron, pour faire barrage à l’extrême droite.
Après la victoire d'Emmanuel Macron, une vingtaine d'élus proches d'Alain Juppé ou de Bruno Le Maire signent un appel à accepter la « main tendue » du nouveau président. Nathalie Kosciusko-Morizet n'en fait pas initialement partie, puis elle se ravise, et rejoint finalement l'appel. Elle n'est pas nommée au sein du gouvernement Édouard Philippe, où certains élus LR affirment qu'elle a essayé d'obtenir le portefeuille de la Défense,.

### Élections législatives de 2017
Initialement investie pour les élections législatives de 2017 dans la onzième circonscription de Paris (6e et 14e arrondissements) – elle est conseillère municipale du 14e arrondissement depuis 2014 –, où elle devait affronter le député sortant PS, Pascal Cherki bien implanté, elle est finalement « parachutée » quelques mois avant le scrutin grâce à l'accord de François Fillon dans la deuxième circonscription (5e, 6e et 7e arrondissements), beaucoup plus favorable à la droite, ce qui suscite des critiques,,, et entraîne des candidatures dissidentes au sein de son parti (dont Jean-Pierre Lecoq, Henri Guaino, et Delphine Benin).
À l'issue du premier tour, elle se qualifie pour le second tour, mais est largement distancée, obtenant 18,13 % des voix, contre 41,81 % pour le candidat LREM, Gilles Le Gendre.
Le 15 juin 2017, elle est agressée par un homme à qui elle distribuait des tracts, sur le marché de la place Maubert, dans le 5e arrondissement de Paris. Ayant perdu connaissance, elle est brièvement hospitalisée à l'hôpital Cochin de Paris,.
Cet événement, inédit en France pendant une campagne électorale, suscite l'émoi d'une grande partie de la classe politique, et un rassemblement est organisé le lendemain au même endroit pour le condamner. Son agresseur présumé, Vincent Debraize, maire sans étiquette de Champignolles, nie avoir porté un coup à Nathalie Kosciusko-Morizet, affirmant que cette dernière l'a insulté avant de tomber et qu'il a été frappé par des membres de son équipe ; il porte plainte pour « coups et blessures ». Le 7 septembre 2017, il est condamné à trois mois de prison avec sursis et 1 000 euros d'amende. Il fait appel de ce jugement
Nathalie Kosciusko-Morizet est battue à l'issue du second tour de l'élection législative, le 18 juin 2017, Gilles Le Gendre obtenant 54,53 % et elle 45,47 %.
Afin d'éviter une défaite jugée certaine, elle renonce à se représenter à la présidence du groupe LR au Conseil de Paris le 5 juillet 2017. Elle annonce alors qu'elle rejoint un nouveau groupe LR dissident (six personnes sur 54 élus LR), affirmant ses « divergences profondes » avec les LR « canal historique »,. Ce départ lui vaut des critiques de plusieurs élus LR, considérant qu'elle n'a jamais réussi à fédérer les élus parisiens et que ce nouveau groupe répondrait à son envie de disposer d'un bureau avec une secrétaire.

## Après 2017: retrait de la vie politique
Après sa défaite aux législatives, elle envisage de se reconvertir dans le secteur privé.
Entre septembre et décembre 2017, elle donne des cours d'écologie politique à l'École polytechnique,.
En janvier 2018, elle annonce qu'elle arrête la politique « pour les années qui viennent ». Elle participe à son dernier Conseil de Paris le 5 juillet 2018 et démissionne effectivement le 24 août, mais précise dans Le Parisien qu'elle ne renonce pas à la vie politique et qu'elle « continue à voir des élus parisiens et des parlementaires quand ils sont de passage à New York ».
Début 2018 elle part pour New York et Capgemini afin de diriger l’activité "projet et consulting" de la division cloud infrastructure et cybersécurité du groupe aux États-Unis.
En mai 2021, elle intègre comme « associée senior » le fonds d’investissement Antin Infrastructure Partners.

## Synthèse des résultats électoraux

### Élections législatives
| Année | Parti  | Parti | Circonscription | 1er tour | 1er tour | 1er tour | 2d tour | 2d tour | 2d tour | Issue  |
| Année | Parti  | Parti | Circonscription | Voix     | %        | Rang     | Voix    | %       | Rang    | Issue  |
| ----- | ------ | ----- | --------------- | -------- | -------- | -------- | ------- | ------- | ------- | ------ |
| 2007  |        | UMP   | 4e de l'Essonne | 24 682   | 46,97    | 1re      | 27 576  | 56,09   | 1re     | Élue   |
| 2012  | 22 302 | UMP   | 4e de l'Essonne | 39,46    | 1re      | 29 337   | 51,48   | 1re     | Élue    |        |
| 2017  |        | LR    | 2e de Paris     | 8 007    | 18,13    | 2e       | 15 298  | 45,47   | 2e      | Battue |

### Élections municipales
Les résultats ci-dessous concernent uniquement les élections où elle est tête de liste
| Année | Liste          | Liste | Commune    | 1er tour | 1er tour | 1er tour | 2d tour | 2d tour | 2d tour   | Sièges obtenus | Sièges obtenus |
| Année | Liste          | Liste | Commune    | Voix     | %        | Rang     | Voix    | %       | Rang      | CA             | CM             |
| ----- | -------------- | ----- | ---------- | -------- | -------- | -------- | ------- | ------- | --------- | -------------- | -------------- |
| 2008  |                | UMP   | Longjumeau | 2 956    | 39,90    | 1re      | 3 816   | 47,27   | 1re       |                | 25 / 33        |
| 2014  | Paris 14e      | UMP   | 15 717     | 33,10    | 2e       | 23 482   | 46,91   | 2e      | 5 / 20    | 2 / 10         |                |
| 2014  | Ville de Paris | UMP   | 244 125    | 35,91    | 1re      | 252 512  | 44,06   | 2e      | 164 / 364 | 71 / 163       |                |

## Détail des mandats et fonctions

### Au gouvernement
- 19 juin 2007 – 15 janvier 2009 : secrétaire d'État auprès du ministre d'État, ministre de l'Écologie, du Développement et de l'Aménagement durables, chargée de l'Écologie.
- 15 janvier 2009 – 13 novembre 2010 : secrétaire d'État auprès du Premier ministre, chargée de la Prospective et du Développement de l'Économie numérique.
- 14 novembre 2010 – 22 février 2012 : ministre de l’Écologie, du Développement durable, des Transports et du Logement.

### À l’Assemblée nationale
- 19 juillet 2002 – 19 juillet 2007 : députée de la quatrième circonscription de l'Essonne.
- 23 mars 2012 – 20 juin 2017 : députée de la quatrième circonscription de l'Essonne.

### Au niveau local
- 28 mars 2004 – 16 novembre 2010 : conseillère régionale d'Île-de-France.
- 22 mars 2008 – 25 février 2013 : maire de Longjumeau.
- 30 mars 2014 – 24 août 2018 : conseillère de Paris et conseillère municipale du 14e arrondissement.

### Au sein de partis politiques
- Responsable de l’environnement à la direction des études du Rassemblement pour la République[221].
- Secrétaire nationale de l’Union pour un mouvement populaire chargée des questions environnementales en 2004[44], déléguée générale à l’écologie en 2006[45].
- Secrétaire générale adjointe de l'UMP en 2008[222] chargée de la sécurité, de la justice, de la santé, des retraites et de l’intégration entre 2009[223] et 2010.
- Présidente de La France droite depuis 2012.
- Présidente du groupe UMP puis Les Républicains au Conseil de Paris d'avril 2014 à juillet 2017[224].
- Vice-présidente de l'UMP puis des Républicains de décembre 2014 à décembre 2015.

## Distinctions
- Prix de l'appel du 18 Juin (2011)[225]
- Chevalier de la Légion d'honneur (14 juillet 2018)[226]

## Publications
Nathalie Kosciusko-Morizet est l’auteur ou le co-auteur de divers essais et rapports :
- Les Petits Matins, essai sur la pensée politique, avec Jérôme Peyrat, paru en avril 2002 aux éditions Ramsay  (ISBN 2841146138)
- Rapport relatif à la Charte de l’environnement, paru en mai 2004 à La Documentation française dans la collection « Documents législatifs »  (ISBN 211118375X et 978-2111183759)
- L’homme saura-t-il réparer ce qu’il détruit ?, avec Dominique Voynet, enregistrement sur CD audio paru en 2008 chez Frémeaux & Associés
- Tu viens ?, paru en octobre 2009 aux éditions Gallimard dans la collection « Hors série Connaissance »  (ISBN 9782070127771)
- Une écologie digne de l’homme ? Développement durable et bioéthique, avec Pierre d'Ornellas, paru en septembre 2010 aux éditions Salvator dans la collection « Controverses »  (ISBN 978-2706707865)
- Le Front antinational, paru en juin 2011 aux éditions du Moment  (ISBN 9782354171346)
- Nous avons changé de monde, paru en mars 2016 aux éditions Albin Michel  (ISBN 978-2226324801)

En outre, elle contribue aux journaux en ligne Atlantico et Le Huffington Post.

## Dans la fiction
- Dans le téléfilm La Dernière Campagne (2013) son rôle est interprété par Clémentine Serpereau.
- Dans la vidéo Comics 2[229] du Joueur du Grenier, elle incarne la supérieure de l'Homme Mystère, le super méchant qui a orchestré l'enlèvement du commissaire Magret. Un running gag de cette série de vidéos évoque sa prétendue ressemblance à un pygargue.